# Тринчи, Уголино III
Уголино III Тринчи (Ugolino III Trinci) — сеньор Фолиньо в 1386—1415, самый знаменитый представитель своего рода.
Сын Тринча II Тринчи.
В 1386 году сменил брата, Коррадо II, на посту гонфалоньера справедливости и капитана народа Фолиньо. В 1405 году получил титул папского викария.
По кондотте находился на папской службе и смог значительно расширить свои владения, в которые входили Кольфьорито, Амандола, Беванья, Беттона, Монтефалько, Ночера-Умбра, Гуальдо-Каттанео, Колле дель Маркезе, Треви.
Был другом Браччо да Монтоне — знаменитого кондотьера, сеньора Перуджи с 1416 года.
Жена — Констанца Орсини, дочь Альдобрандино Орсини, графа Соаны и Питильяны. Трое сыновей: Никколо, Бартоломео и Коррадо, которые стали преемниками Уголино III.